# Enrico IX di Baviera
Enrico IX di Baviera, detto il Nero, in tedesco Heinrich der Schwarze (1075 – Ravensburg, 13 dicembre 1126), fu duca di Baviera dal 1120 fino alla morte.

## Biografia
Enrico era figlio di Guelfo I di Baviera e di Giuditta di Fiandra, e quindi fratello di Guelfo II. 
Da giovane governò i territori di famiglia a sud delle Alpi. Tra il 1095 ed il 1100 sposò Wulfhilde, figlia del duca Magnus di Sassonia, appartenente alla dinastia dei Billunghi. A seguito di questo matrimonio ricevette alcuni territori in Sassonia. 
Nel 1116 accompagnò l'imperatore Enrico V nella sua campagna militare in Italia. Nel 1120 succedette al fratello Guelfo II come duca di Baviera.
Alla morte di Enrico V appoggiò alle elezioni reali del 1125 il genero Federico, per poi cambiare appoggiando Lotario di Sassonia. Questo cambiamento avvenne perché Lotario promise che la sua unica figlia ed erede, Gertrude, avrebbe sposato il figlio di Enrico, Enrico l'Orgoglioso.
Dopo l'elezione di Lotario, Enrico abdicò da duca di Baviera e si ritirò con la famiglia presso l'abbazia di Weingarten, in questo modo non subì le ritorsioni del genero. Enrico morì nel 1126 poco dopo il suo ritiro e gli succedette il figlio Enrico.

## Discendenza
Tra il 1095 ed il 1100 sposò Wulfhilde, figlia del duca Magnus di Sassonia, appartenente alla dinastia dei Billunghi, e di Sofia d'Ungheria, figlia di Béla I d'Ungheria e vedova di Ulrico I, margravio di Carniola.
Dal matrimonio con Wulfhilde nacquero sette figli:
- Enrico X, duca di Baviera che succedette la padre;[1]
- Corrado[1] († 17 marzo 1126 a Bari, sepolto a Molfetta), monaco cistercense e santo;
- Sofia,[1] che sposò dapprima Bertoldo III, duca di Zähringen e poi Leopoldo, margravio di Stiria;
- Giuditta, che sposò il duca di Svevia Federico II; madre di Federico I Barbarossa;[1]
- Matilda († 1138), sposò il margravio Diepoldo IV di Vohburg († 1130),[1] (figlio di Diepoldo III) e il conte Gebeardo III di Sulzbach, figlio di Berengario II di Sulzbach († 1188);
- Guelfo I, marchese di Toscana e duca di Spoleto;[1]
- Wulfhilde, che sposò Rodolfo I,[1] conte di Bregenz († 1160).

## Ascendenza
|                         |                       |                          | Genitori                     |  |  | Nonni |  |  | Bisnonni       |  |  | Trisnonni |  |
|                         |                       |                          |                              |  |  |       |  |  | Alberto Azzo I |  |  | Oberto II |  |
|                         |                       |                          |                              |  |  |       |  |  | Alberto Azzo I |  |  | Oberto II |  |
|                         |                       | Railenda                 |                              |  |  |       |  |  | Alberto Azzo I |  |  |           |  |
| Alberto Azzo II d'Este  |                       |                          |                              |  |  |       |  |  | Alberto Azzo I |  |  |           |  |
|                         |                       | Adelaide                 | Bosone I conte di Sabbioneta |  |  |       |  |  |                |  |  |           |  |
|                         |                       | Adelaide                 | Bosone I conte di Sabbioneta |  |  |       |  |  |                |  |  |           |  |
|                         |                       | Adelaide                 | …                            |  |  |       |  |  |                |  |  |           |  |
| Guelfo I di Baviera     |                       | Adelaide                 |                              |  |  |       |  |  |                |  |  |           |  |
|                         |                       | Guelfo III di Altdorf    | Rodolfo II di Altdorf        |  |  |       |  |  |                |  |  |           |  |
|                         |                       | Guelfo III di Altdorf    | Rodolfo II di Altdorf        |  |  |       |  |  |                |  |  |           |  |
|                         |                       | Guelfo III di Altdorf    | Ita di Öhningen              |  |  |       |  |  |                |  |  |           |  |
| Cunegonda di Altdorf    |                       | Guelfo III di Altdorf    |                              |  |  |       |  |  |                |  |  |           |  |
|                         |                       | Imiza di Lussemburgo     | Federico di Lussemburgo      |  |  |       |  |  |                |  |  |           |  |
|                         |                       | Imiza di Lussemburgo     | Federico di Lussemburgo      |  |  |       |  |  |                |  |  |           |  |
|                         |                       | Imiza di Lussemburgo     | …                            |  |  |       |  |  |                |  |  |           |  |
| Enrico IX di Baviera    |                       | Imiza di Lussemburgo     |                              |  |  |       |  |  |                |  |  |           |  |
|                         | Arnolfo II di Fiandra | Baldovino III di Fiandra |                              |  |  |       |  |  |                |  |  |           |  |
|                         | Arnolfo II di Fiandra | Baldovino III di Fiandra |                              |  |  |       |  |  |                |  |  |           |  |
|                         | Arnolfo II di Fiandra | Matilde di Sassonia      |                              |  |  |       |  |  |                |  |  |           |  |
| Baldovino IV di Fiandra | Arnolfo II di Fiandra |                          |                              |  |  |       |  |  |                |  |  |           |  |
|                         |                       | Rozala d'Ivrea           | Berengario II d'Ivrea        |  |  |       |  |  |                |  |  |           |  |
|                         |                       | Rozala d'Ivrea           | Berengario II d'Ivrea        |  |  |       |  |  |                |  |  |           |  |
|                         |                       | Rozala d'Ivrea           | Willa III d'Arles            |  |  |       |  |  |                |  |  |           |  |
| Giuditta di Fiandra     |                       | Rozala d'Ivrea           |                              |  |  |       |  |  |                |  |  |           |  |
|                         |                       | Riccardo II di Normandia | Riccardo I di Normandia      |  |  |       |  |  |                |  |  |           |  |
|                         |                       | Riccardo II di Normandia | Riccardo I di Normandia      |  |  |       |  |  |                |  |  |           |  |
|                         |                       | Riccardo II di Normandia | Gunnora di Normandia         |  |  |       |  |  |                |  |  |           |  |
| Eleonora di Normandia   |                       | Riccardo II di Normandia |                              |  |  |       |  |  |                |  |  |           |  |
|                         |                       | Giuditta di Bretagna     | Conan I di Bretagna          |  |  |       |  |  |                |  |  |           |  |
|                         |                       | Giuditta di Bretagna     | Conan I di Bretagna          |  |  |       |  |  |                |  |  |           |  |
|                         |                       | Giuditta di Bretagna     | Ermengarda d'Angiò           |  |  |       |  |  |                |  |  |           |  |
|                         |                       | Giuditta di Bretagna     |                              |  |  |       |  |  |                |  |  |           |  |